# Selecció femenina de futbol d'Islàndia
La Selecció femenina de futbol d'Islàndia representa a Islàndia a les competicions internacionals femenines de futbol de seleccions. Es ha classificat per a l'Eurocopa en dos ocasions, arribant als quarts de final al 2013.

## Actual plantilla
- Convocatòria per als partits del 3 i 7 de juny del 2016 de la classificació per a la Eurocopa.[2]

| Porteres                                       | Defenses | Centrecampistes | Davanteres                                                                                              |
| ---------------------------------------------- | --- | --- | --- |
| Guðbjörg Gunnarsdóttir Sandra Sigurðardóttir 0 | Sif Atladóttir Hallbera Guðný Gísladóttir Anna Björk Kristjánsdóttir Málfríður Erna Sigurðardóttir Elísa Viðarsdóttir Glódís Perla Viggósdóttir | Dagný Brynjarsdóttir Fanndís Friðriksdóttir Sara Björk Gunnarsdóttir Andrea Rán Hauksdóttir Elín Metta Jensen Gunnhildur Yrsa Jónsdóttir | Hólmfríður Magnúsdóttir Margrét Lára Viðarsdóttir Harpa Þorsteinsdóttir Berglind Björg Þorvaldsdóttir 0 |

### Jugadores per equip
| Breiðablik UBK    | Friðriksdóttir, Gísladóttir, Hauksdóttir, Sigurðardóttir |
| Valur Reykjavík   | Jensen, Sigurðardóttir, E. Viðarsdóttir, M.Viðarsdóttir  |
| Avaldsnes IL      | Magnúsdóttir                                             |
| Djurgårdens IF    | G. Gunnarsdóttir                                         |
| Eskilstuna United | Viggósdóttir                                             |
| IF Fylkir         | Þorvaldsdóttir                                           |
| Kristianstads DFF | Atladóttir                                               |
| KIF Örebro        | Kristjánsdóttir                                          |
| Portland Thorns   | Brynjarsdóttir                                           |
| FC Rosengård      | S. Gunnarsdóttir                                         |
| Stabæk IF         | Jónsdóttir                                               |
| UMF Stjarnan      | Þorsteinsdóttir                                          |

## Històric
¹ Fase de grups. Selecció eliminada mitjor possicionada en cas de classificació, o selecció classifica pitjor possicionada en cas d'eliminació.
| JOCS OLÍMPICS | JOCS OLÍMPICS   | JOCS OLÍMPICS | JOCS OLÍMPICS    | JOCS OLÍMPICS    | JOCS OLÍMPICS   | JOCS OLÍMPICS | JOCS OLÍMPICS  | JOCS OLÍMPICS | JOCS OLÍMPICS |
| Edició        | Classificació   | Classificació | Fase final       | Fase final       | Fase final      | Fase final    | Fase final     |               |               |
| Edició        | Fase regular    | Play-offs     | Setzens de final | Vuitens de final | Quarts de final | Semifinals    | Final / Bronze |               |               |
| ------------- | --------------- | ------------- | ---------------- | ---------------- | --------------- | ------------- | -------------- | ------------- | ------------- |
| 1996          | Mundial 1995    |               |                  |                  |                 |               |                |               |               |
| 2000          | Mundial 1999    |               |                  |                  |                 |               |                |               |               |
| 2004          | Mundial 2003    |               |                  |                  |                 |               |                |               |               |
| 2008          | Mundial 2007    |               |                  |                  |                 |               |                |               |               |
| 2012          | Mundial 2011    |               |                  |                  |                 |               |                |               |               |
| 2016          | Mundial 2015    |               |                  |                  |                 |               |                |               |               |
| MUNDIAL       |                 |               |                  |                  |                 |               |                |               |               |
| Edició        | Classificació   | Classificació | Fase final       | Fase final       | Fase final      | Fase final    | Fase final     |               |               |
| Edició        | Fase regular    | Play-offs     | Setzens de final | Vuitens de final | Quarts de final | Semifinals    | Final / Bronze |               |               |
| 1991          | Eurocopa 1991   |               |                  |                  |                 |               |                |               |               |
| 1995          | Eurocopa 1995   |               |                  |                  |                 |               |                |               |               |
| 1999          | Ucraïna ¹       |               |                  |                  |                 |               |                |               |               |
| 2003          | Itàlia ¹        | Anglaterra    |                  |                  |                 |               |                |               |               |
| 2007          | Suècia ¹        |               |                  |                  |                 |               |                |               |               |
| 2011          | França ¹        |               |                  |                  |                 |               |                |               |               |
| 2015          | Suïssa ¹        |               |                  |                  |                 |               |                |               |               |
| 2019          |                 |               |                  |                  |                 |               |                |               |               |
| EUROCOPA      |                 |               |                  |                  |                 |               |                |               |               |
| Edició        | Classificació   | Classificació | Fase final       | Fase final       | Fase final      | Fase final    | Fase final     |               |               |
| Edició        | Fase regular    | Play-offs     | Setzens de final | Vuitens de final | Quarts de final | Semifinals    | Final / Bronze |               |               |
| 1984          | Suècia ¹        |               |                  |                  |                 |               |                |               |               |
| 1987          |                 |               |                  |                  |                 |               |                |               |               |
| 1989          |                 |               |                  |                  |                 |               |                |               |               |
| 1991          |                 |               |                  |                  |                 |               |                |               |               |
| 1993          | Anglaterra ¹    |               |                  |                  |                 |               |                |               |               |
| 1995          | Països Baixos ¹ | Anglaterra    |                  |                  |                 |               |                |               |               |
| 1997          | Països Baixos ¹ | Alemanya      |                  |                  |                 |               |                |               |               |
| 2001          | Ucraïna ¹       |               |                  |                  |                 |               |                |               |               |
| 2005          | Hongria ¹       | Noruega       |                  |                  |                 |               |                |               |               |
| 2009          | Sèrbia ¹        | Irlanda       |                  | Noruega ¹        |                 |               |                |               |               |
| 2013          | Bèlgica ¹       | Ucraïna       |                  | Països Baixos ¹  | Suècia          |               |                |               |               |
| 2017          |                 |               |                  |                  |                 |               |                |               |               |